# Taiwanocerus taipingshanus
Taiwanocerus taipingshanus är en insektsart som beskrevs av Huang och Maldonado-capriles 1992. Taiwanocerus taipingshanus ingår i släktet Taiwanocerus och familjen dvärgstritar. Inga underarter finns listade i Catalogue of Life.